# Pineville
Pineville es un pueblo suburbano ubicado en el condado de Mecklenburg, Carolina del Norte, Estados Unidos. Tiene una población estimada, a mediados de 2021, de 10 678 habitantes.
Aunque mantiene un centro histórico tradicional, es uno de los suburbios de más rápido crecimiento de la ciudad de Charlotte.

## Geografía
La localidad está ubicada en las coordenadas 35°5′37″N 80°53′37″O / 35.09361, -80.89361 (35.093703, -80.893517). Según la Oficina del Censo, la localidad tiene un área total de 17.29 km², de la cual 17.20 km² son tierra y 0.09 km² son agua.

### Localidades adyacentes
El siguiente diagrama muestra a las localidades en un radio de 16 kilómetros (9,9 mi) de Pineville.

## Demografía

### Censo de 2020
Según el censo de 2020, en ese momento la localidad tenía una población de 10 602 habitantes.
| Raza                   | Núm. | Porc.  |
| ---------------------- | ---- | ------ |
| Blancos                | 5132 | 48.41% |
| Afroamericanos         | 2480 | 23.39% |
| Amerindios             | 85   | 0.80%  |
| Asiáticos              | 600  | 5.66%  |
| Isleños del Pacífico   | 10   | 0.09%  |
| Otras razas            | 1247 | 11.76% |
| De una mezcla de razas | 1048 | 9.88%  |

Del total de la población, el 21.20% eran hispanos o latinos de cualquier raza.

### Censo de 2000
En el 2000 los ingresos promedio de los hogares eran de $38,261 y los ingresos promedio de las familias eran de $45,500. Los ingresos per cápita eran de $21,958. Los hombres tenían ingresos per cápita por $30,833 frente a los $29,508 que percibían las mujeres. Alrededor del 6.60% de la población estaba bajo el umbral de pobreza nacional.